# Brian Mulligan
Brian R. Mulligan – nowozelandzki fizjoterapeuta.
W 1954 otrzymał dyplom fizjoterapeuty. W 1968, wraz z R.A. McKenzie i J. Cameronem współzałożył Nowozelandzkie Stowarzyszenie Terapeutów Manualnych, obecne Nowozelandzkie Stowarzyszenie Fizjoterapeutów Manualnych. W 1974 zdobył kolejny dyplom, tym razem z zakresu terapii manualnej. W 1996 otrzymał honorowe członkostwo w Nowozelandzkim Towarzystwie Fizjoterapeutów, w uznaniu jego zasług w rozwój fizjoterapii. Od 1988 został dożywotnim członkiem Nowozelandzkiego Stowarzyszenia Fizjoterapeutów Manualnych, a w 1998 otrzymał dożywotnie członkostwo w Nowozelandzkiej Szkole Fizjoterapii.
Oprócz prywatnej praktyki w Wellington, od 1970 naucza terapii manualnej w Nowej Zelandii, a od 1972 również poza granicami tego kraju. W 1995 założył międzynarodową organizację akredytującą nauczycieli terapii manualnej: The Mulligan Concept Teachers Association  (Stowarzyszenie Nauczycieli Koncepcji Mulligana).
Jest autorem tzw. metody Mulligana (koncepcji diagnostyczno-terapeutycznej mobilizacji stawowej połączonej z ruchem) i licznych artykułów branżowych. Publikował m.in. w New Zealand Journal of Physiotherapy, jak również w czasopismach poza Nową Zelandią. Odwiedził m.in. Wielką Brytanię, Holandię i Polskę (Kraków, Wieliczka).